# Roslagsfjället
Roslagsfjället, på norska Roslagenfjellet, är ett berg på Svalbard som har fått sitt namn från Roslagen i Sverige.